# 钓鱼台大酒店
39°54′49″N 116°20′01″E / 39.913627°N 116.3337074°E
钓鱼台大酒店是位于中国北京市海淀区三里河路49号的一家酒店，处在钓鱼台国宾馆南侧。

## 简介
钓鱼台大酒店隶属于外交部钓鱼台宾馆管理局，于1997年开业。钓鱼台大酒店有客房179套。中餐厅可容纳200人同时就餐，其周围有9个可以提供国宴服务的宴会厅。多功能厅可办新闻发布会、记者招待会以及各种会议、宴会、庆典。钓鱼台大酒店还设有健身中心、美容美发中心、中医保健中心、酒吧等设施。